# Közjog
A közjog a jogrendszer azon jogterülete, amely a közérdekű életviszonyokat szabályozza,
azaz a közjog az állami-önkormányzati, közhatalmi funkciók ellátására hivatott.

## Története
A közjog (ius publicum) és a magánjog megkülönböztetése a római jogban Ulpianustól származik.
Ez a megkülönböztetés a feudalizmusban azután okafogyottá vált, mert a közérdekű és magánérdekű életviszonyok nem váltak el így egymástól. A polgárosodás eredményeképpen azután a közjog és magánjog újra szétvált egymástól, majd a szocialista jogtudomány újra tagadta ezen szétválasztás létjogosultságát.
A modern jogtudomány a közjog és a magánjog jogterületén túlmenően megkülönböztet egy komplex jogterületet is, amelyre a közjogi és magánjogi szabályozás együttes alkalmazása jellemző.

## Jellemzői
- A közjog funkciója a közhatalom kiépítése, fenntartása, szabályozása.[5]
- A közjogi életviszonyok alá-fölérendeltségi viszonyok.[5]
- A közjogban a közhatalmat gyakorló szervet az alárendelttel szemben többletjogok illetik meg.[2]
- A közjogban a kötelezettségek általában a kötelezettek akaratára tekintet nélkül beállnak, azaz nem érvényesül akaratautonómia.[2]
- A közjogban elvileg fennáll a közérdekbeli érdekazonosság.[2]
- A közjogban gyakori a közvetlen kényszer lehetősége is.[2]
- A közjogot a szervezettség jellemzi.[2]
- Alaki szempontból a közjogi jogszabályok imperatív, azaz kötelező vagy tiltó jogszabályok.[2]

## Részterületei
- Alkotmányjog
- Büntetőjog
  - Büntető alanyi jog
  - Büntető eljárásjog
  - Büntetés-végrehajtási jog
- Közigazgatási jog
- Pénzügyi jog
- Nemzetközi közjog

## Külső hivatkozások
- Pozsárkó Csaba: Ius Publicum - A római közjog történetének vázlata a köztársaságkorban és a principatus első két évszázadában (szakdolgozat)
- Csányi-Nagy Katalin: Jog, közjog, alkotmányjog (szakdolgozat)